# Dicotomía clásica
En macroeconomía, la dicotomía clásica, se refiere a una idea atribuida a los economistas clásicos y prekeynesianos, que dice que las variables reales y nominales se pueden analizar por separado. Para ser precisos, la economía exhibe la dicotomía clásica si las variables reales, como la producción y las tasas de interés reales pueden ser completamente analizadas sin tener en cuenta lo que está pasando con sus homólogos nominales, el valor monetario de la producción y el tipo de interés. En particular, esto significa que el PIB real y otras variables reales se pueden determinar sin conocer el nivel de oferta de dinero o la tasa de inflación. Una economía exhibe dicotomía clásica si el dinero es neutral, por lo cual afecta sólo al nivel de precios y no a las variables reales.
La dicotomía clásica era parte integral de la forma de pensar de algunos economistas de la época prekeynesiana ("el dinero como un velo") como una propuesta a largo plazo y se encuentra hoy en día en nuevos clásicos de las teorías de la macroeconomía. Keynesianos y monetaristas rechazan la dicotomía clásica porque argumentan que los precios son rígidos. Es decir, ellos piensan que los precios no se pueden ajustar en el corto plazo, por lo que un aumento en la oferta monetaria eleva la demanda agregada y por lo tanto altera las variables macroeconómicas reales. Los postkeynesianos rechazan la dicotomía clásica por diferentes motivos, haciendo hincapié en el papel de los bancos en la creación de dinero, como en la teoría de circuitos monetarios.

## Controversia
Don Patinkin (1954) cuestionó la dicotomía clásica por ser incompatible con la introducción del "efecto de saldos reales" en los cambios en la oferta nominal de dinero. Los escritores clásicos tempranos postularon que el dinero es de por sí un valor equivalente a la cantidad de bienes reales que se pueden comprar. Por lo tanto, en términos walrasianos, una expansión monetaria podría aumentar los precios en un importe equivalente, sin efectos reales sobre el empleo o la producción. Patinkin postula que esta inflación no podría ocurrir sin una perturbación correspondiente en el mercado de bienes. A medida que aumenta la oferta monetaria, la acción real de los saldos monetarios supera el nivel "ideal", y por lo tanto el gasto en bienes se incrementa para restablecer el equilibrio óptimo. Esto eleva el nivel de precios en el mercado de bienes, hasta que el exceso de demanda se cumple, en el nuevo equilibrio. De este modo sostuvo que la dicotomía clásica es incompatible, ya que no permite explícitamente este ajuste en el mercado de bienes. Escritores posteriores (George Christopher Archibald y Richard George Lipsey, 1958) argumentaron que la dicotomía era perfectamente coherente, ya que no trató de hacer frente al proceso de ajuste "dinámico", se limitó a afirmar el equilibrio inicial y un final "estático".

## Representación matemática
Si una economía exhibe la dicotomía clásica entonces se puede realizar un análisis de estática comparativa usando un jacobiano en forma triangular. Es decir, supongamos que escribimos:
{\displaystyle \mathbf {J} dy=dx}
donde {\displaystyle dx}  representa algunos shocks exógenos (cambios en la productividad, la demanda agregada, la oferta de dinero, etc, ordenados de manera que todas las perturbaciones reales vienen primero) y {\displaystyle dy} representa el cambio en las variables endógenas (producción, empleo, precios, etc, de nuevo listado variables reales en primer lugar). A continuación, la matriz J se puede dividir en submatrices de la siguiente manera:
{\displaystyle \mathbf {J} ={\begin{bmatrix}A&0\\B&C\\\end{bmatrix}}}
En otras palabras, cuando la dicotomía clásica se mantiene, es posible calcular cómo todas las variables reales cambian invirtiendo la submatriz {\displaystyle A} solamente, excluyendo así a todas las variables nominales como el suministro de dinero y los precios en el análisis.